# Otto H. Jacobs
Otto H. Jacobs (* 12. Oktober 1939 in Bracht, Nordrhein-Westfalen) ist ein deutscher Wirtschaftswissenschaftler und emeritierter Professor für Betriebswirtschaftslehre und Steuerlehre sowie ehemaliger Rektor an der Universität Mannheim. Er ist Vorsitzender des Aufsichtsrats der Ernst & Young Wirtschaftsprüfungsgesellschaft GmbH.

## Leben
Nach dem Besuch des Thomaeums in Kempen, einem von 1960 bis 1964 andauernden Studium in Köln, Aachen und Berlin und einem Abschluss als Diplom-Kaufmann 1964 in Köln wurde Jacobs 1966 an der RWTH Aachen zum Dr. rer. pol. promoviert. 1967 heiratete er; aus seiner Ehe gingen zwei Kinder hervor. Er habilitierte sich 1970 an der Universität Regensburg. Wenig später wurde er Inhaber des Lehrstuhls für Allgemeine Betriebswirtschaftslehre, Treuhandwesen und Betriebswirtschaftliche Steuerlehre II der Universität Mannheim. Unter seiner Ägide wurden die späteren Professoren Andreas Oestreicher, Wolfram Scheffler, Ulrich Schreiber und Christoph Spengel ausgebildet. Spengel war auch sein Nachfolger am Lehrstuhl in Mannheim.
Jacobs war Dekan der wirtschaftswissenschaftlichen Fakultät (1973/74) und Rektor der Universität (1988–1994). Seit 1975 war er zudem Steuerberater und lebte in Heddesheim. Von 1990 bis 1992 war er Vorsitzender des Landesrektorenkonferenz Baden-Württemberg.
Daneben besetzte Jacobs eine ständige Forschungsprofessur am Zentrum für Europäische Wirtschaftsforschung, für dessen Gründung er maßgeblich mitverantwortlich war. Forschungsschwerpunkte liegen im Bereich der nationalen und internationalen Unternehmensbesteuerung, des betrieblichen Rechnungswesens und der computergestützten Analyse, u. a. unter Nutzung des European Tax Analyzer. Er war Mitherausgeber der Zeitschriften Intertax und Seoul Journal of Business.

## Ehrungen und Auszeichnungen
- 1993: Ehrendoktorwürde der Corvinus-Universität Budapest,
- 1996: Ehrendoktor der Universität für Wirtschaft und Finanzen Sankt Petersburg.[4]
- 2004: Dr. Kausch-Preis der Universität St. Gallen

## Veröffentlichungen (Auswahl)
- Grenzen der industriellen Kostenrechnung aus kostentheoretischer Sicht. 1968.
- Bilanzierungsprobleme in der Ertragssteuerbilanz. 1971.
- Steueroptimale Rechtsform mittelständischer Unternehmen. 1978.
- Betriebliche Kapital- und Substanzerhaltung. 1979.
- Internationale Unternehmensbesteuerung. 1983.
- Übersetzungen zahlreicher Fachartikel.